# Jüdischer Friedhof (Puklice)
Koordinaten: 49° 21′ 44,4″ N, 15° 39′ 8,9″ O

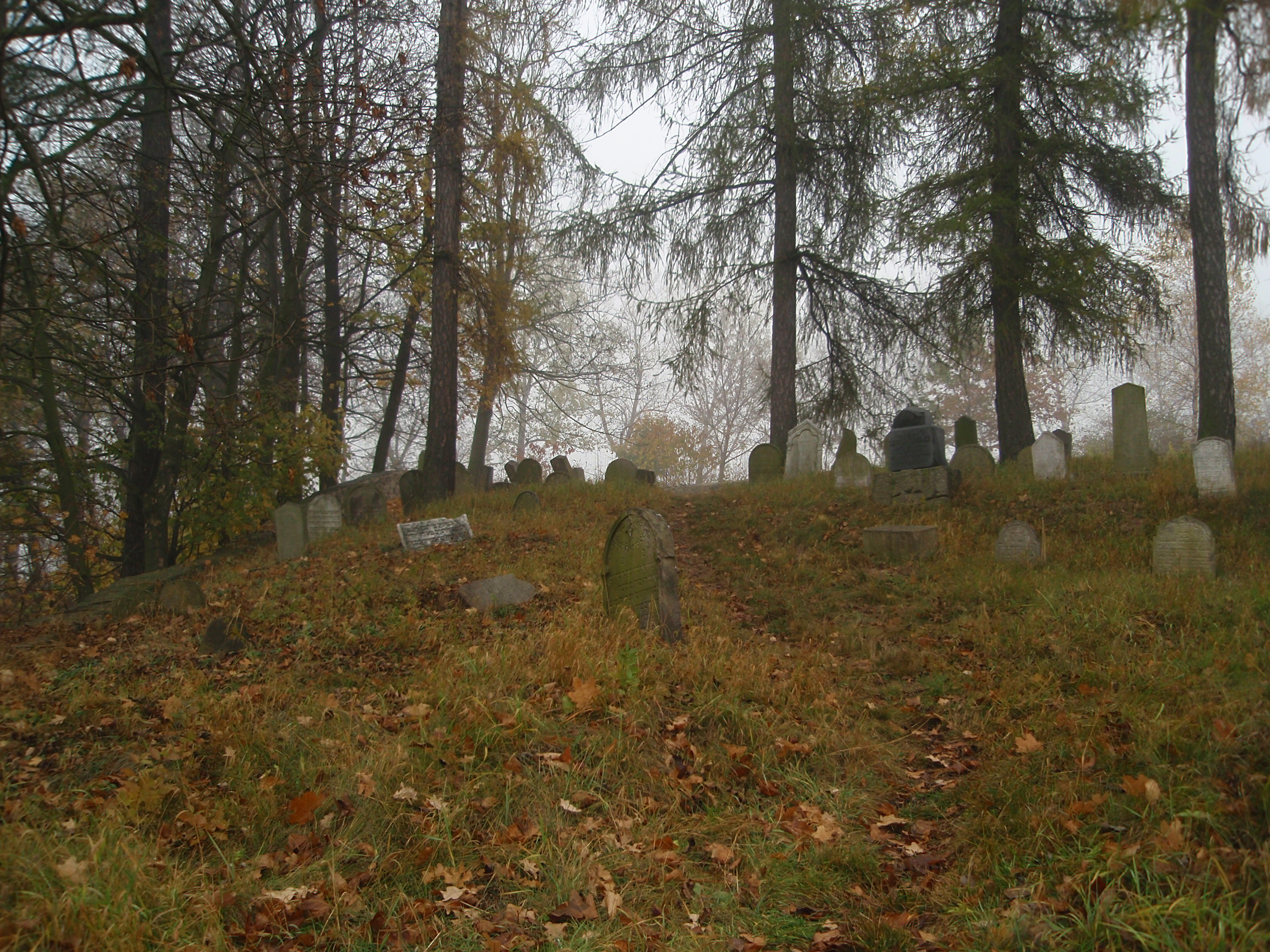
Jüdischer Friedhof in Puklice

Der Jüdische Friedhof in Puklice (deutsch Puklitz), einer tschechischen Gemeinde im Okres Jihlava in der Kraj Vysočina, wurde vermutlich im 15. Jahrhundert errichtet. Der jüdische Friedhof ist seit 1988 ein geschütztes Kulturdenkmal. Die ältesten Grabsteine  stammen vom Ende des 17. Jahrhunderts.